# Comolia villosa
Comolia villosa là một loài thực vật có hoa trong họ Mua. Loài này được (Aubl.) Triana mô tả khoa học đầu tiên năm 1871.